# 中津藩

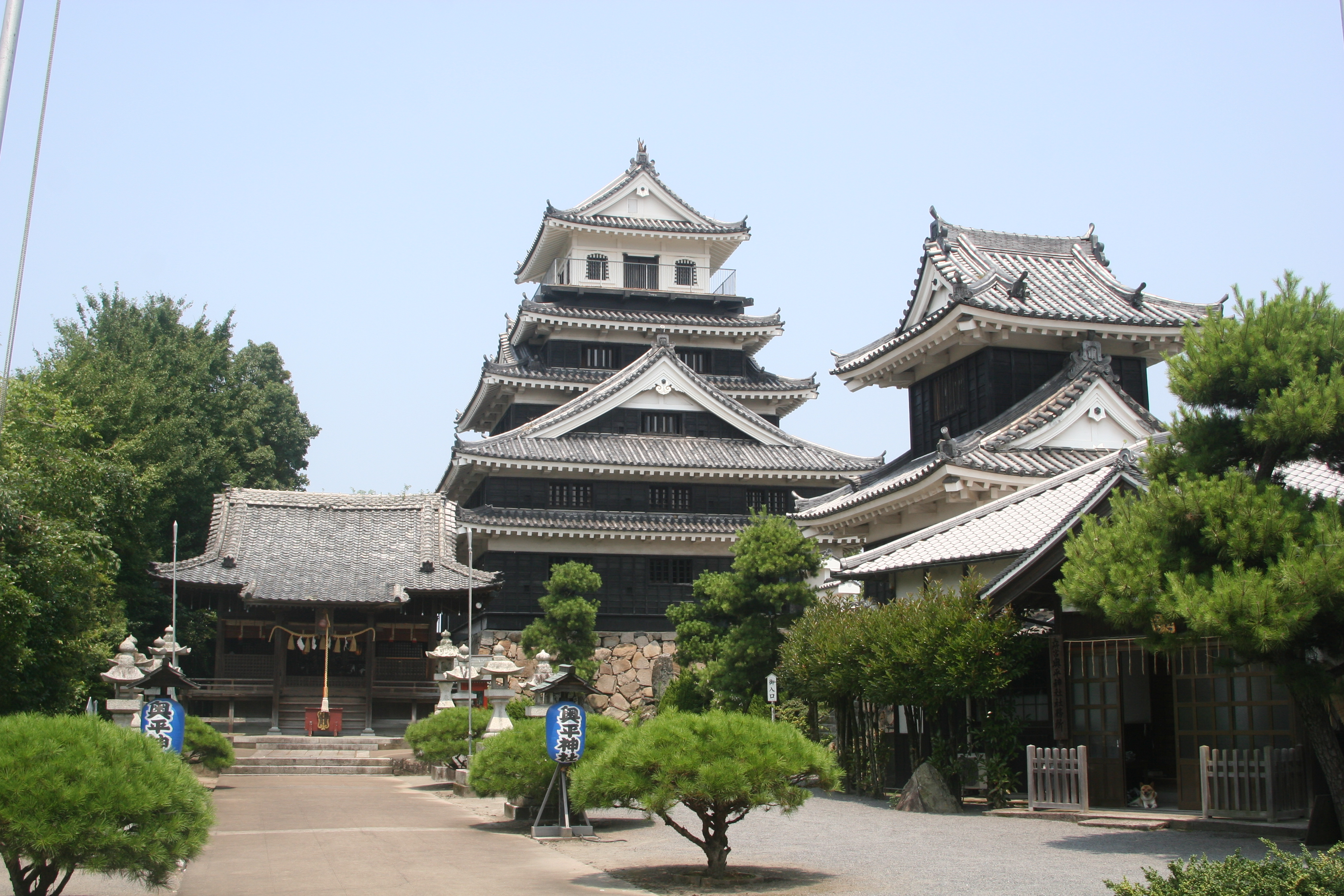
中津城

中津藩（なかつはん）は、豊前国下毛郡中津（現在の大分県中津市）周辺を領有した藩。藩庁は中津城に置かれた（一時、藩庁は小倉城に移る）。

## 藩史
天正15年（1587年）の豊臣秀吉による九州征伐後、播磨宍粟山崎から黒田孝高（如水）が入部し、12万3000石（一説には16万石）を領有した。その後、関ヶ原の戦いで戦功のあった子の長政が慶長5年（1600年）、筑前福岡藩に52万3100石で加増移封された。
代わって同年、同じく関ヶ原の戦いで東軍方に付いた細川忠興が丹後宮津より39万9000石で入封し、江戸期の中津藩が成立した。忠興は慶長7年（1602年）、藩庁を小倉城に移して小倉藩となる。中津城は支城となり城代が置かれた。寛永9年（1632年）、第2代藩主・忠利は肥後熊本藩に移封となった。
同年、播磨明石藩より小笠原忠真が小倉藩主として小倉城に入り、豊前北部15万石を領した。支城であった豊前中津城には忠真の甥・長次が播磨龍野藩より8万石で入封し、再び中津城が藩庁となった。元禄11年（1698年）、第3代藩主・長胤は失政・日常の不行跡を咎められ藩領没収、本家の小倉藩・小笠原家へ預かりとなった。しかし「祖先の勤労」（『徳川実紀』）により弟の長円が半減の4万石をもって跡を継いだ。享保元年（1716年）、第5代藩主・長邕が7歳で夭逝したため、その弟・長興が播磨安志藩（1万石）に移封立藩となった。
享保2年（1717年）、奥平昌成が丹後宮津藩より10万石で入封した。以後、明治4年（1871年）の廃藩置県まで9代・155年間支配するところとなった。廃藩置県の後、中津県・小倉県・福岡県を経て大分県に編入された。1844年（弘化元年）、藩校『進脩館』に小幡篤次郎が入門、明治4年に福沢諭吉の弟子となり、校長に就任。のちに『中津市学校』に改組され9代藩主・奥平昌邁と共に藩士らは江戸藩邸の慶應義塾へ移った。
奥平時代の同藩の出身者として、藩医であり『解体新書』を著した前野良沢、下級藩士出身の福澤諭吉がいる。また、福沢とは親戚にあたる増田宋太郎の2名をして、郷土の英雄として位置付けられている。西南戦争の時には旧中津藩士によって中津隊が結成され、西郷軍に参加した。

## 歴代藩主

### 黒田家
外様　12万3千石　（1587年 - 1600年）
石高は16万石とも、検地後は18万石とも説がある
1. 孝高
2. 長政

### 細川家
外様　39万9千石　（1600年 - 1632年）
1. 忠興
2. 忠利 〈小倉藩〉

### 小笠原家
譜代　8万石→4万石　（1632年 - 1716年）
1. 長次
2. 長勝
3. 長胤
4. 長円 4万石に減知
5. 長邕

### 奥平家
譜代　10万石　（1717年 - 1871年）
1. 昌成
2. 昌敦
3. 昌鹿
4. 昌男
5. 昌高
6. 昌暢
7. 昌猷
8. 昌服
9. 昌邁

## 幕末の領地
- 豊前国
  - 宇佐郡のうち - 129村
    - 南毛村、衲屋敷村、有徳原村、矢上村、上畑村、広連村、水車村、畳石村、山ノ口村、福貴野村、寒水村、元村、下内河野村、上内河野村、今井村、森村、野山村、筌ノ口村、萱籠村、東椎屋村、若林村、板場村、川崎村、六郎丸村、尾立村、五郎丸村、妻垣村、大口田村、松本村、庄村、上楢本村、戸方村、下楢本村、東恵良村、塔尾村、口ノ坪村、広谷村、笹ヶ平村、古川村、矢津村、大見尾村、落ヶ倉村、二日市村、櫛野村、上敷田村、南敷田村、大副村、上副村、下副村、御沓村、西今井村、大根川村、佐野村、今仁村、清水村、香下村、萩迫村、台村、土岩屋村、田平村、来鉢村、和田村、羽馬礼村、上恵良村、下恵良村、西椎屋村、大塚村、広瀬村、小坂村、新洞村、沖村、北山村、東山下村、下高村、尾永井村、平原村、上納持村、下余村、大坪村、岡村、栗山村、上余村、滝貞村、小平村、上高村、山本村、船板村、新貝村、平山村、番木村、林部村、仏木村、境坪村、川底村、灘村、岳ノ首村、高並村、下舟木村、上舟木村、小稲村、大重見村、小野川内村、笠松村、上赤尾村、中赤尾村、下赤尾村、中敷田村、下敷田村、飯田村、原村、上矢部村、大仏村、垣松村、下矢部村、富山村、宮熊村、下庄村、上庄村、田ノ口村、辻村、大村、西光寺村、上拝田村、下拝田村、上市村、古市村、折敷田村、下市村

  - 下毛郡のうち - 77村
    - 金谷村、中津城下、萱津村、角木村、大塚村、蠣瀬、島田村、中殿村、牛神村、宮夫村、一ツ松村、東浜村、大新田村、下池永村、上池永村、永添村、相原村、湯屋村、万田村、高瀬村、上宮永村、下宮永村、今津村、赤迫村、鍋島村、諸田村、全徳村、合馬村、是則村、田尻村、定留村、野依村、上植野村、下植野村、北原村、大悟法村、大貞村、中原村、犬丸村、助部村、福島村、加来村、伊藤田村、下伊藤田村、佐知村、土田村、臼木村、諌山村、原口村、成恒村、森山村、小袋村、東田口村、中畑村、大野村、槻木村、西田口村、上深水村、下深水村、樋田村、下屋形村、今行村、西屋形村、東屋形村、曽木村、平田村、冠石野村、多志田村、三尾母村、福土村、小友田村、川原口村、栃木村、柿坂村、金手村

  - 上毛郡のうち - 22村
    - 小祝村、百留村、八ッ並村、中村、吉岡村、楡生村、広津村、小犬丸村（現・吉富町）、鈴熊村、今吉村、幸子村、上垂水村、下垂水村、宇野村、大ノ瀬村、下唐原村、上唐原村、原井村
- 備後国
  - 甲奴郡のうち - 12村
    - 階見村、岡屋村、斗升村、水永村、佐倉村、矢多田村、井永村、二森村、国留村、抜湯村、太郎丸村、安田村

  - 安那郡のうち - 2村
    - 百谷村、北山村

  - 神石郡のうち - 22村
    - 安田村、西油木村、東油木村、下豊松村、新免村、三坂村、永野村、草木村、阿下村、光信村、小畠村、常光村、光末村、父木野村、上村、高蓋村、木津和村、田頭村、福永村、牧村、高光村、相渡村
- 筑前国
  - 怡土郡のうち - 32村
    - 深江村、淀川村、深江町、松末村、石崎村、波呂村、長石村、満吉村、片峰村、河原村、一貴山村、佐波村、大入村、長野村、飯原村、蔵持村、八島村、有田村、富村、神在村、武村、松国村、瀬戸村、川付村、小蔵村